# Viuda de Solano

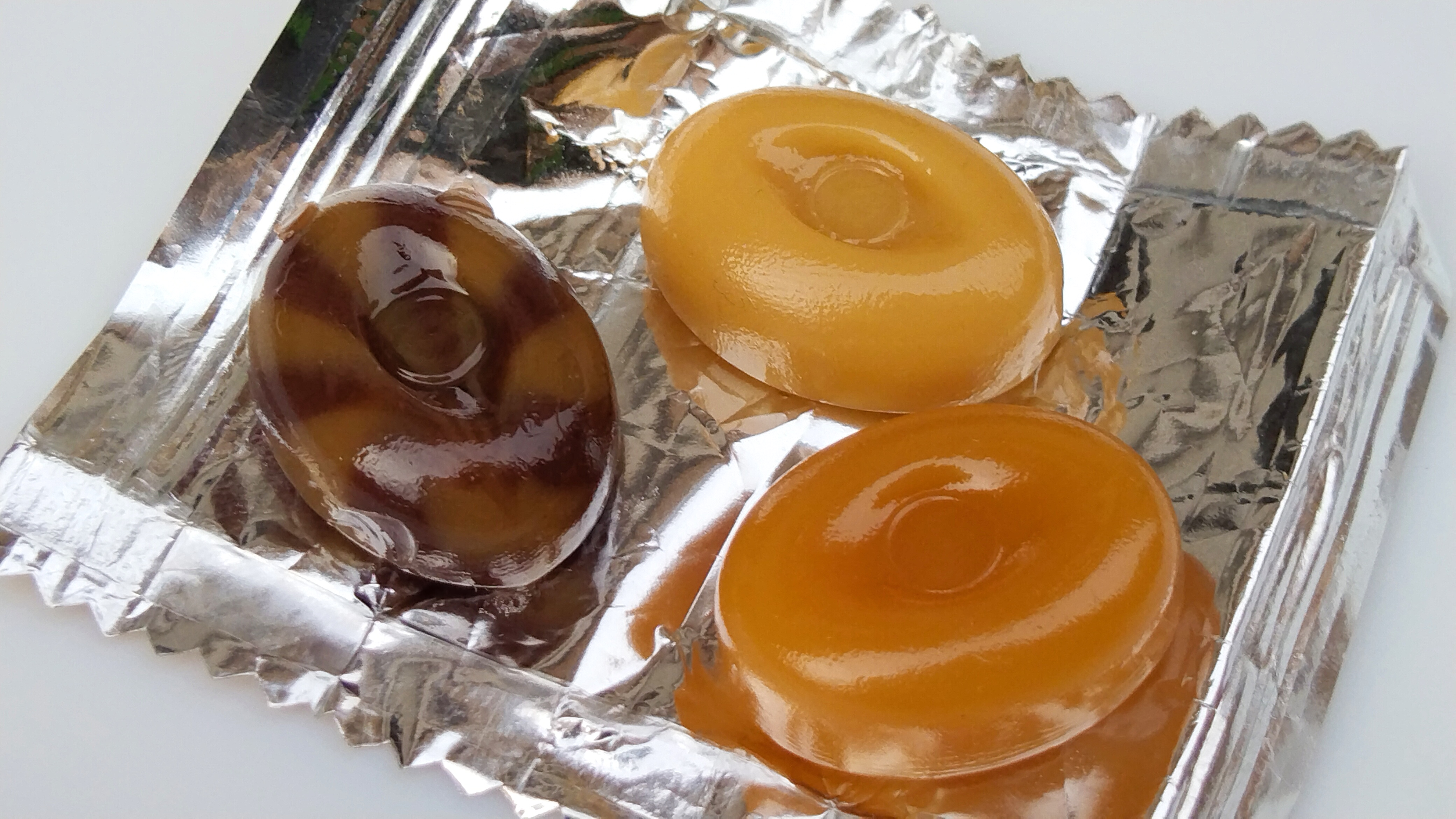
Caramelos de café Solano.

Viuda de Solano son unos caramelos de café con leche que desde los años 1830 se fabricaron en Logroño, La Rioja (España) y desde 1988 en Tarazona (Zaragoza). Actualmente está en control de la empresa Wrigley Spain de la multinacional estadounidense Mars Wrigley bajo el nombre Solano y cuentan con varios sabores.

## Historia
En 1830 Celestino Solano abría una confitería en la calle Albornoz, en la parte vieja logroñesa, próxima a la calle del Laurel junto con su esposa Antolina Ruiz-Olalde y Otero. Empezaron a fabricar caramelos para la tos hechos con malvavisco para regalárselos a sus clientes.
Posteriormente creó su producto estrella: las pastillas de café con leche, elaboradas con leche de burra que, por su efecto medicinal, tenían efectos positivos para combatir los resfriados. Al comienzo, las pastillas se cortaban con un sable. El éxito del producto hizo que en 1850 abandonaran la confitería y se dedicaran solo a fabricar los caramelos. Fallecido Celestino pasaron a denominarse caramelos Viuda de Celestino Solano.
Antolina no tuvo descendencia, por lo que a su fallecimiento el 14 de mayo de 1913, con más de 90 años, la empresa pasó a su sobrina Araceli López-Castro Ruiz-Olalde, que se casó con Gregorio Cabañas quienes prosiguieron con la tradición familiar.

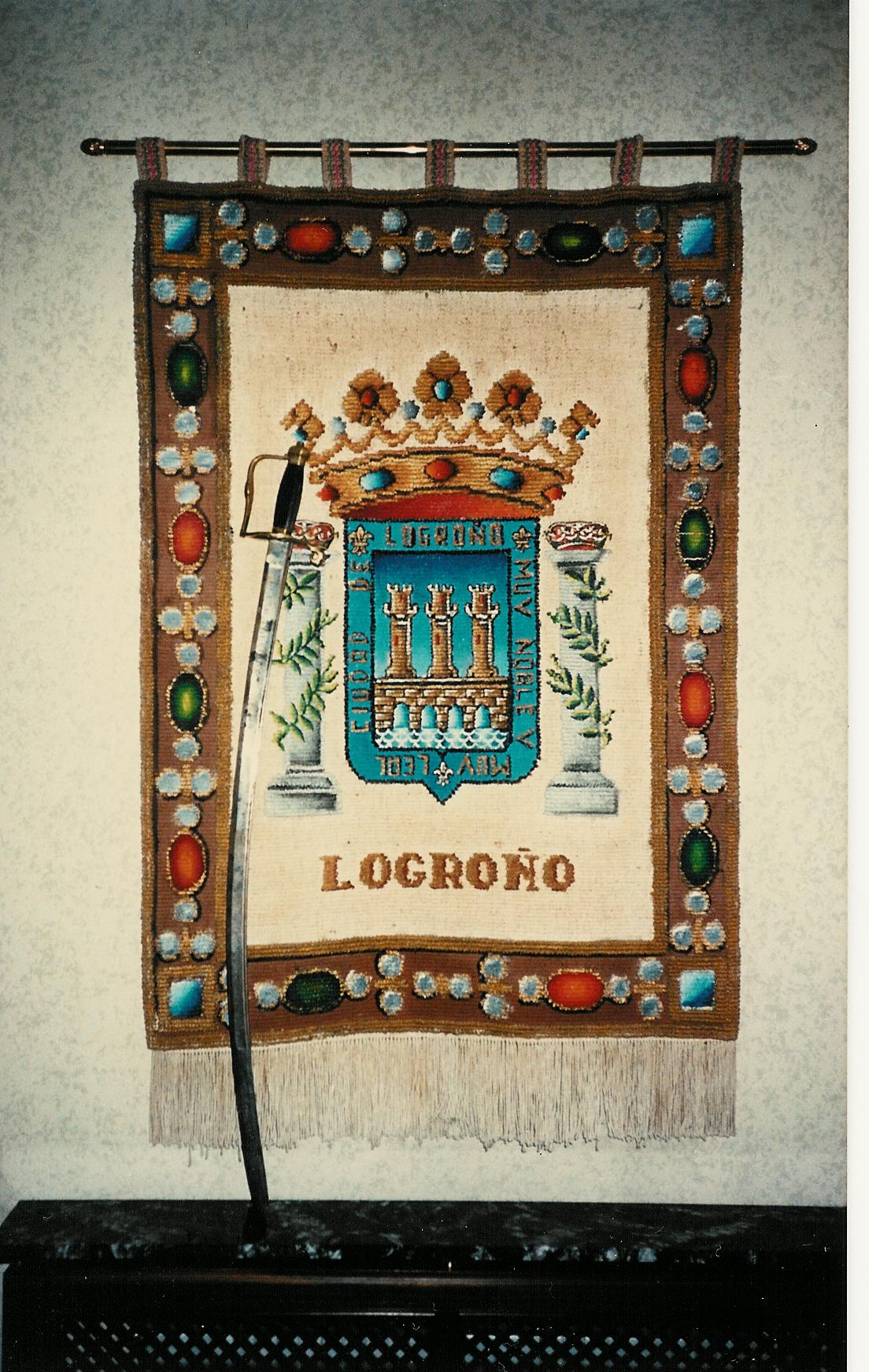
Escudo y sable.
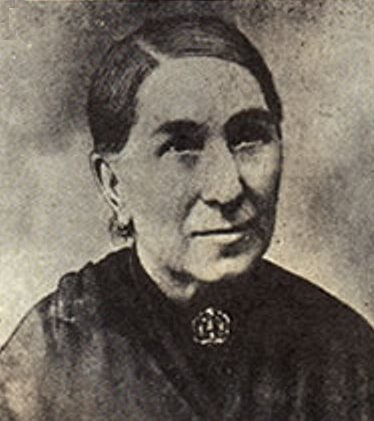
Antolina Ruiz-Olalde y Otero, Viuda de Celestino Solano
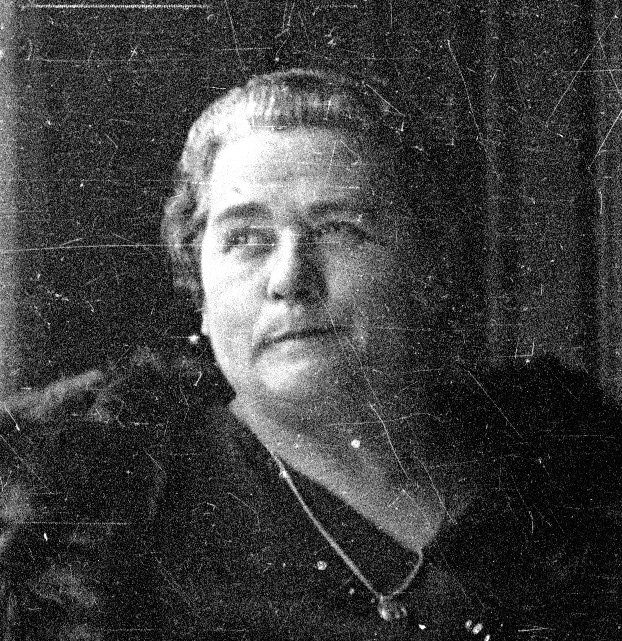
Araceli Lopez-Castro Ruiz-Olalde
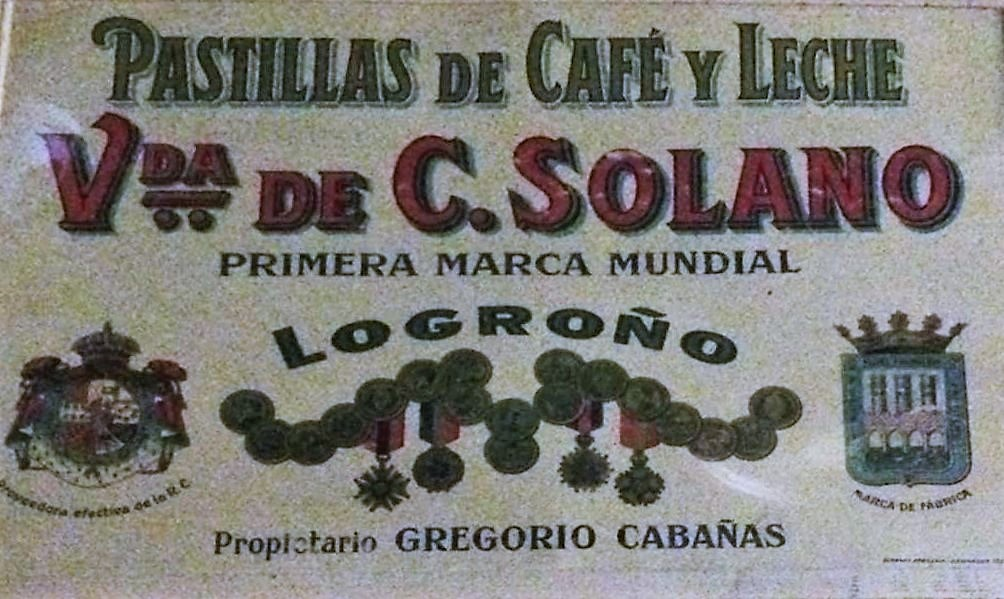
Placa Viuda de Solano

## Industrialización
En 1930 la empresa pasó a ser dirigida por el hijo único de Gregorio, el ingeniero Fernando Cabañas López-Castro, quien modernizó la fábrica manteniendo la calidad artesanal. La fábrica se trasladó a la calle Once de Junio número 7, próxima a la anterior, teniendo en la fachada las viviendas de los propietarios. Para poder atender a la gran demanda, la leche de burra se sustituyó primero por leche de cabra y más tarde por leche de vaca.
En la época de la posguerra, para asegurar la fabricación ante la carencia de productos básicos, crearon sus propios medios productivos agrícolas y ganaderos en la Finca El Juncal, sita en la carretera de Soria (N-111) a 10 km de la capital y en término de Albelda de Iregua.

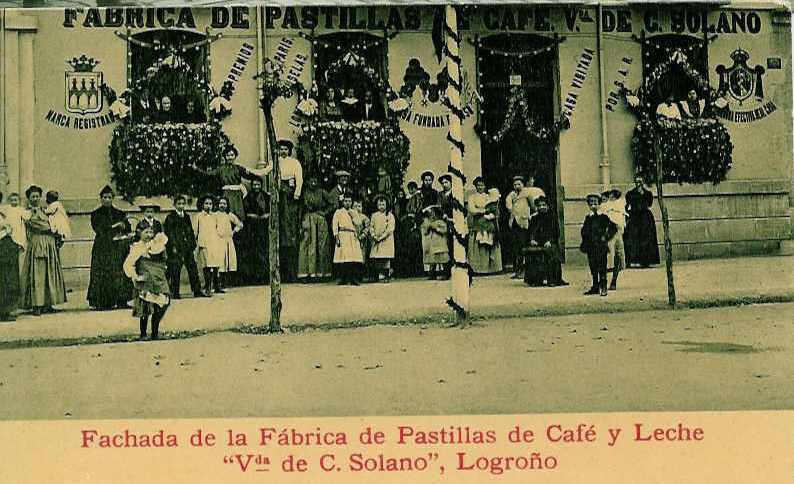
Fachada de la fábrica Viuda de Solano
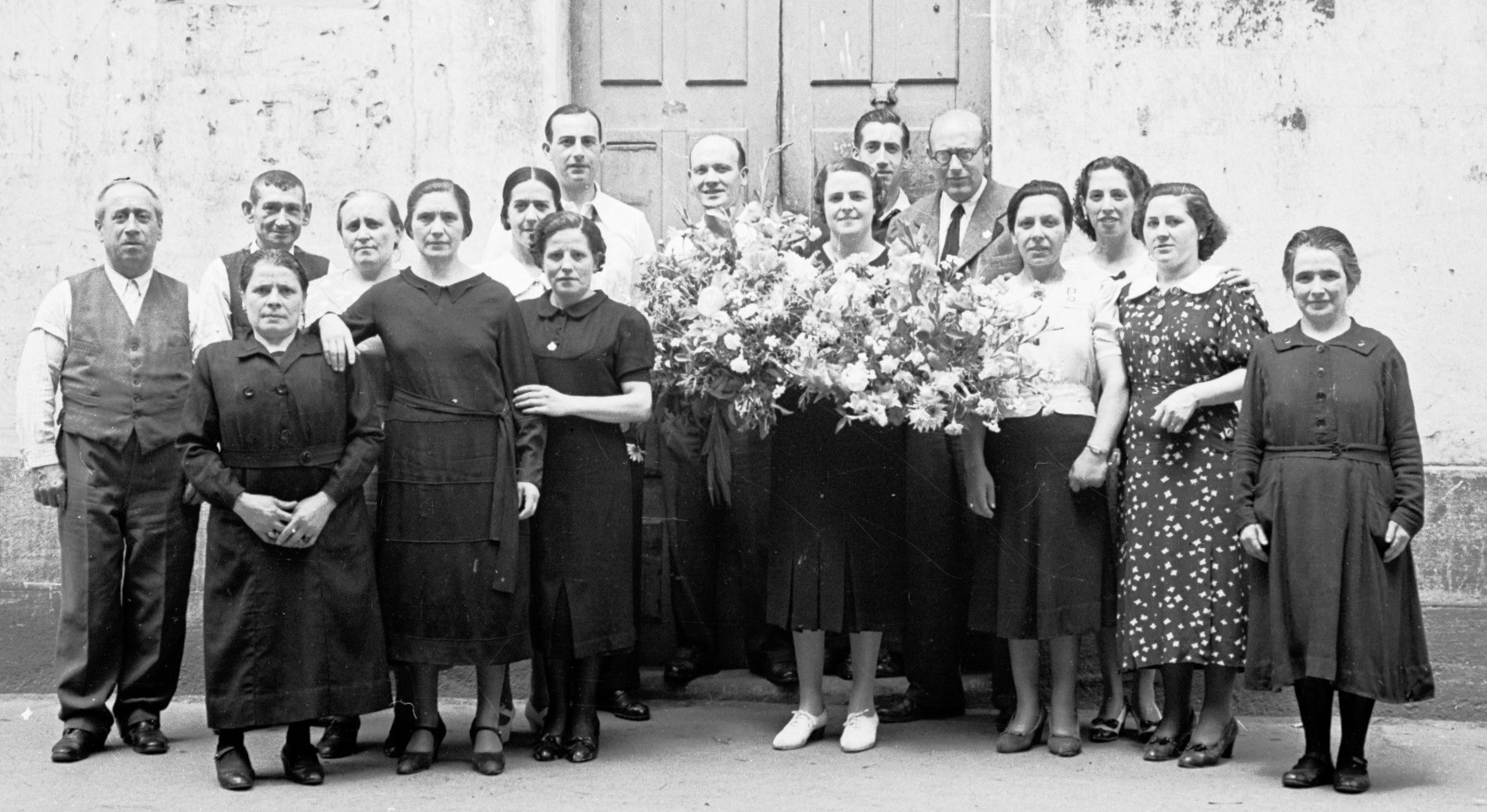
Trabajadores de Viuda de C. Solano en 1939
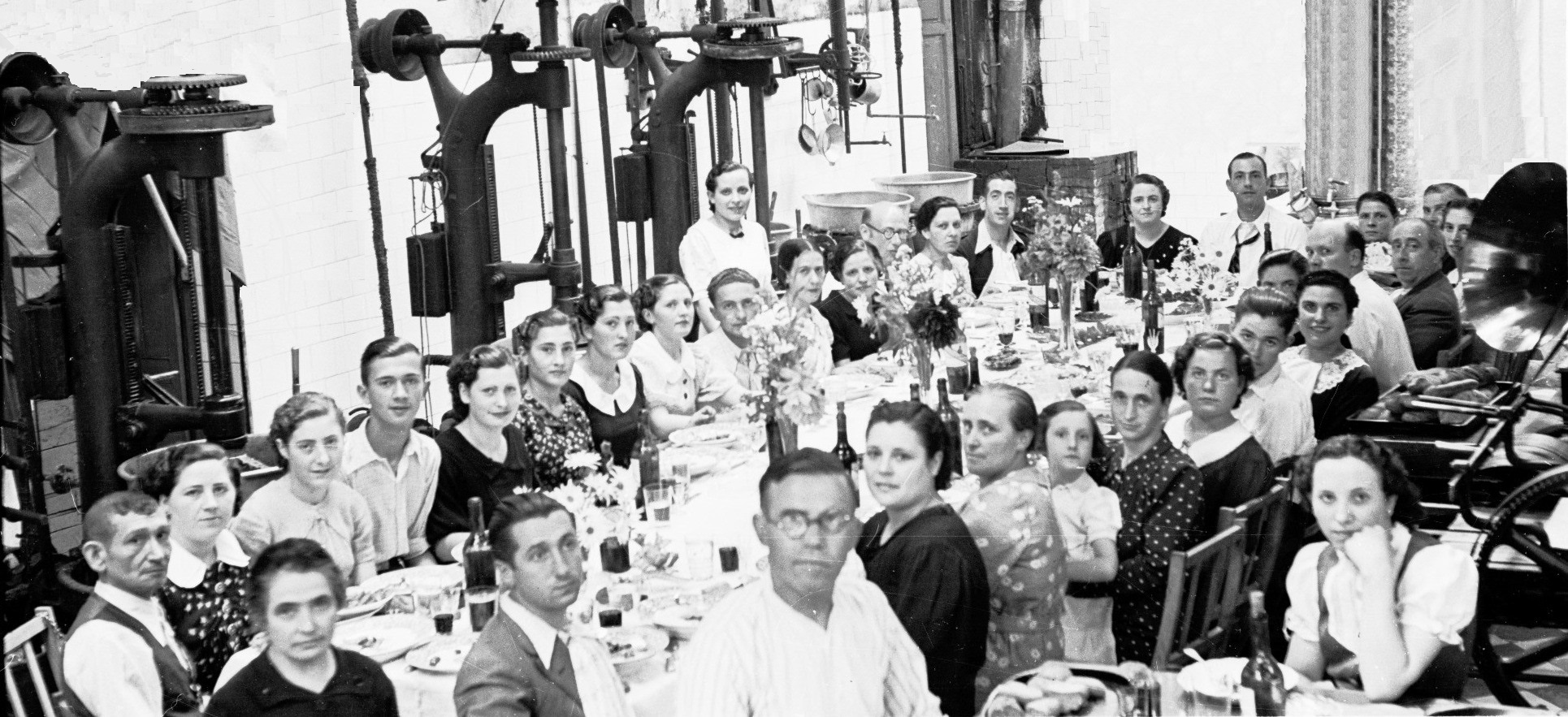
1939 Trabajadores de Viuda de C. Solano en inauguración de la fábrica
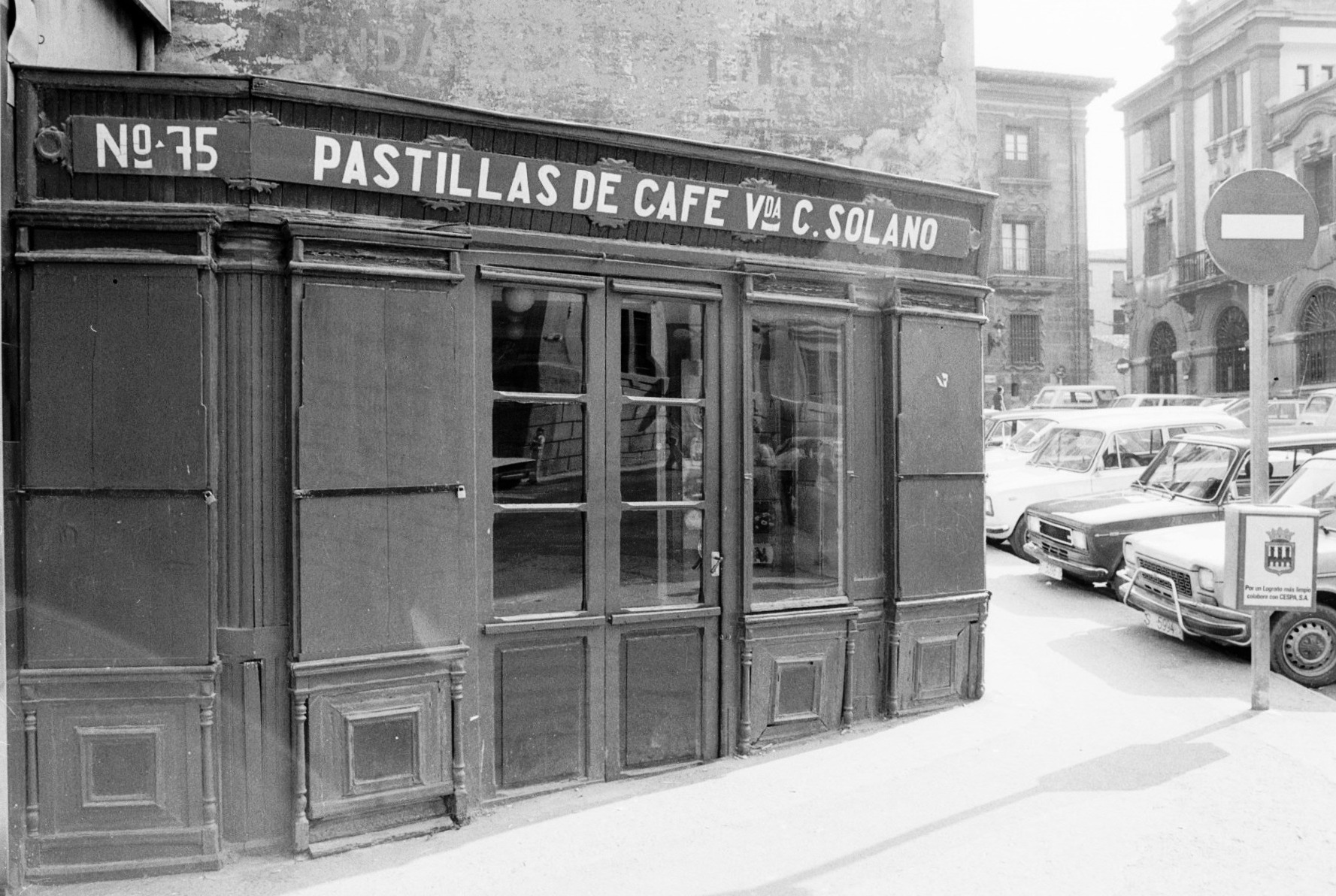
Fachada tienda de San Agustín (Portales)
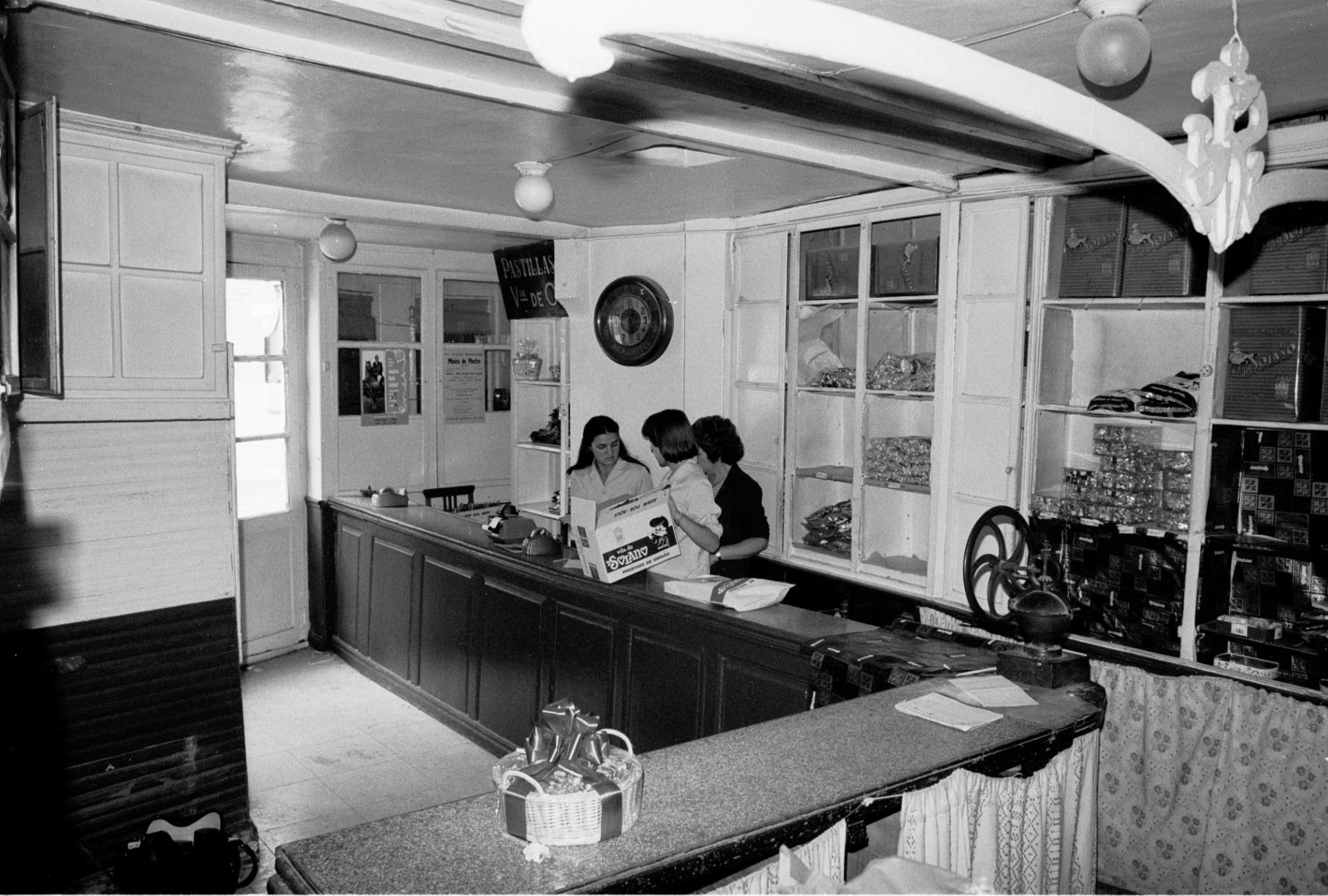
Interior tienda San Agustín

Fernando Cabañas falleció en 1960, haciéndose cargo del negocio su esposa, Milagros Pastor Ibáñez. Dotada de un gran espíritu empresarial, impulsó la creación de nuevos productos y amplió y modernizó las instalaciones, construyendo una nueva fábrica en Avenida de Portugal número 12, en las traseras de Once de Junio 7. En 1955 se incorporó como gerente Jaime Pina Martínez y posteriormente como ingeniero Miguel Rubio Pastor.
La última ampliación se realizó en 1970, construyendo en el barrio de Varea de Logroño una moderna y pionera fábrica de gran capacidad de producción pero que mantenía la calidad de los productos artesanales gracias a su esmerado proceso de fabricación y componentes de gran calidad. Las nuevas instalaciones permitieron fabricar, además de las históricas pastillas de café con leche y toffees, nuevas gamas de caramelos ya desaparecidas, tales como los blandos masticables Skysol y caramelos con cobertura de chocolate.

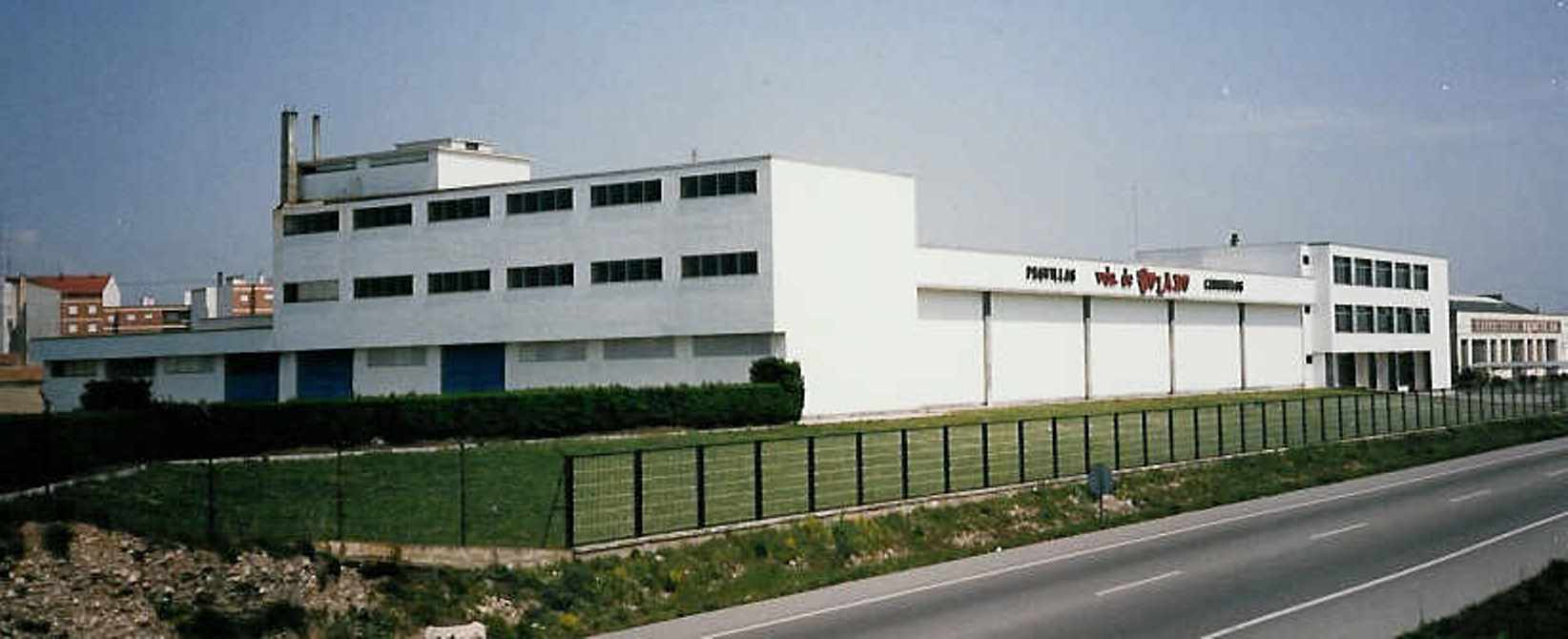
Fábrica Viuda de Solano en Varea
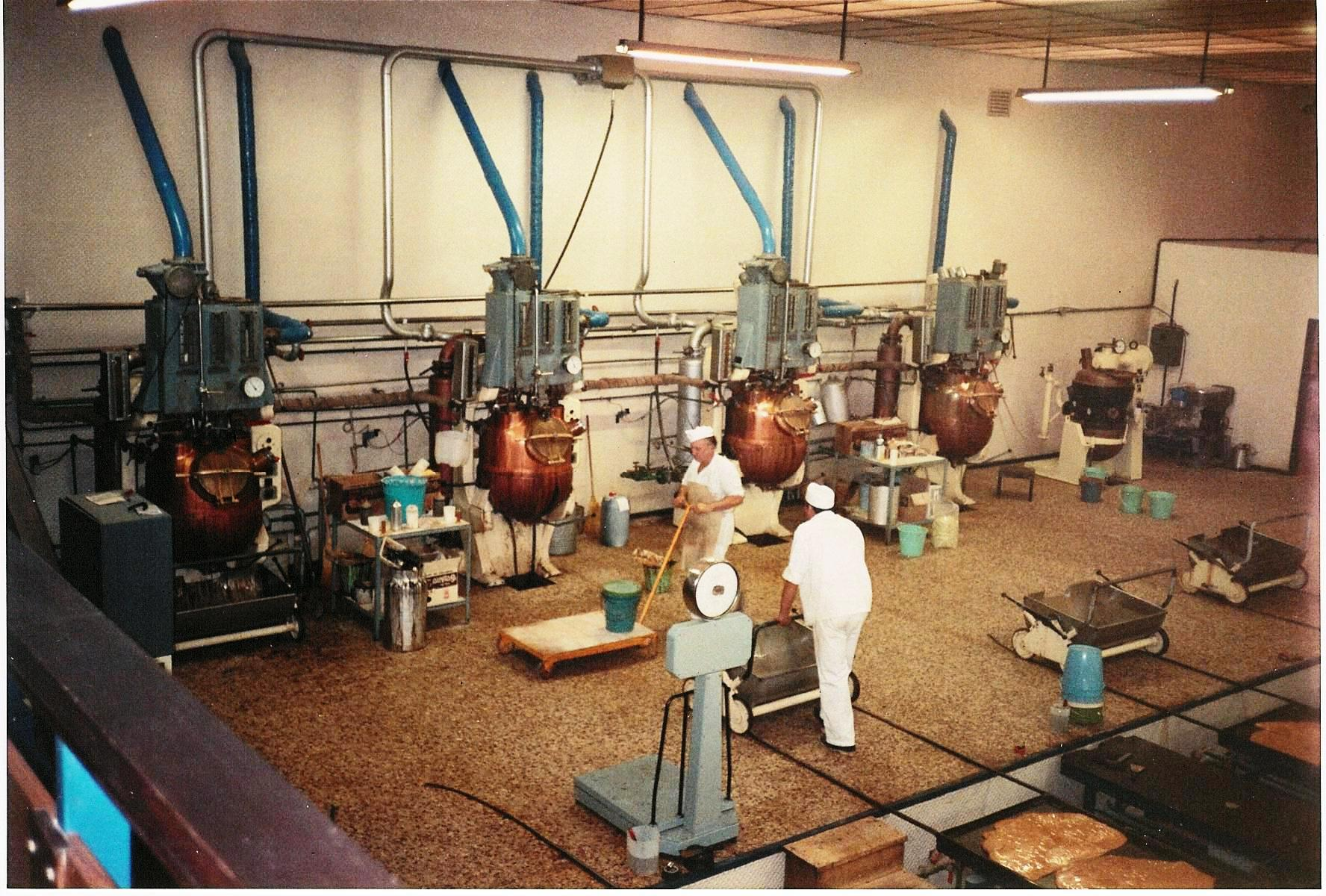
Máquinas cocedoras de vapor
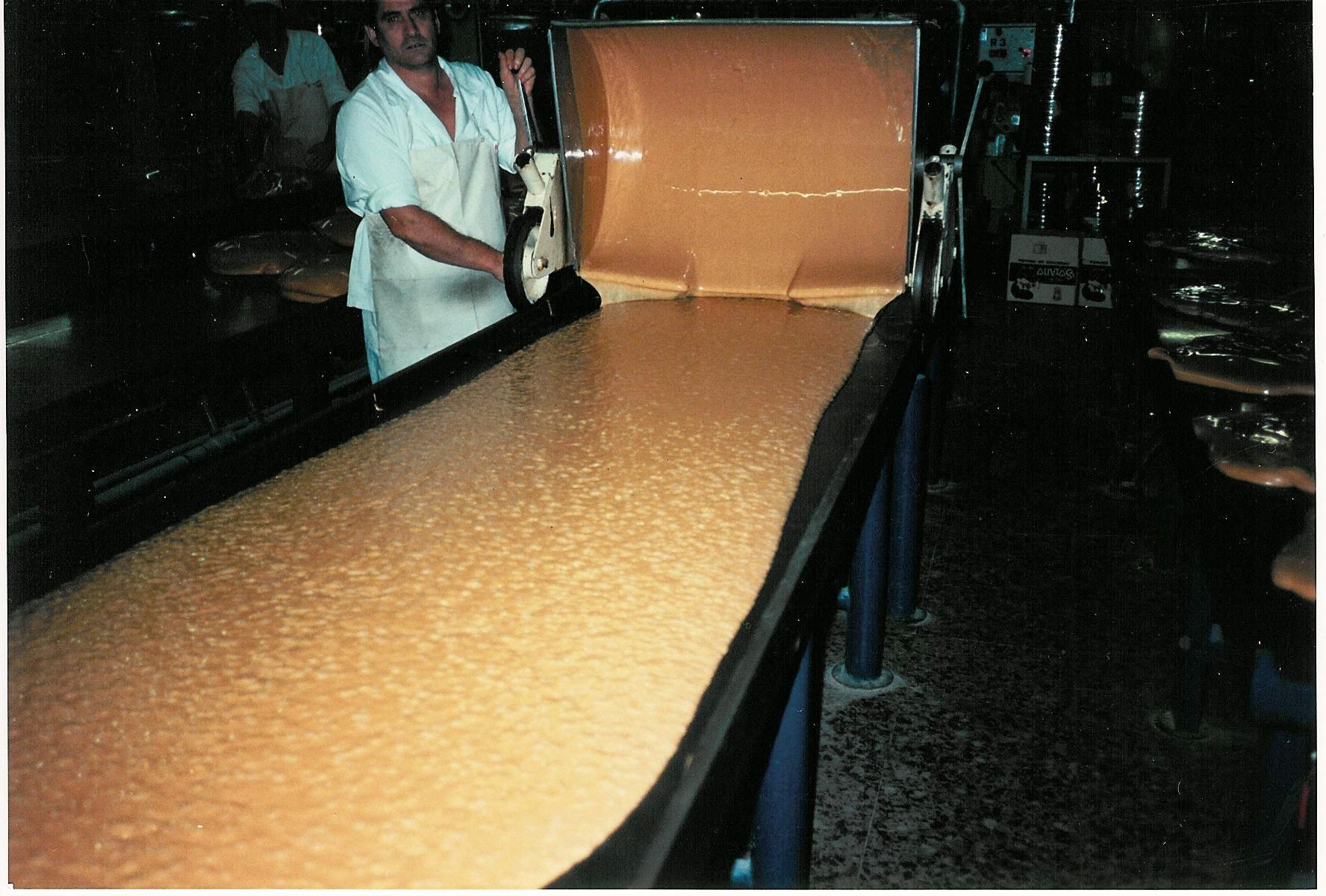
Mesas enfriadoras
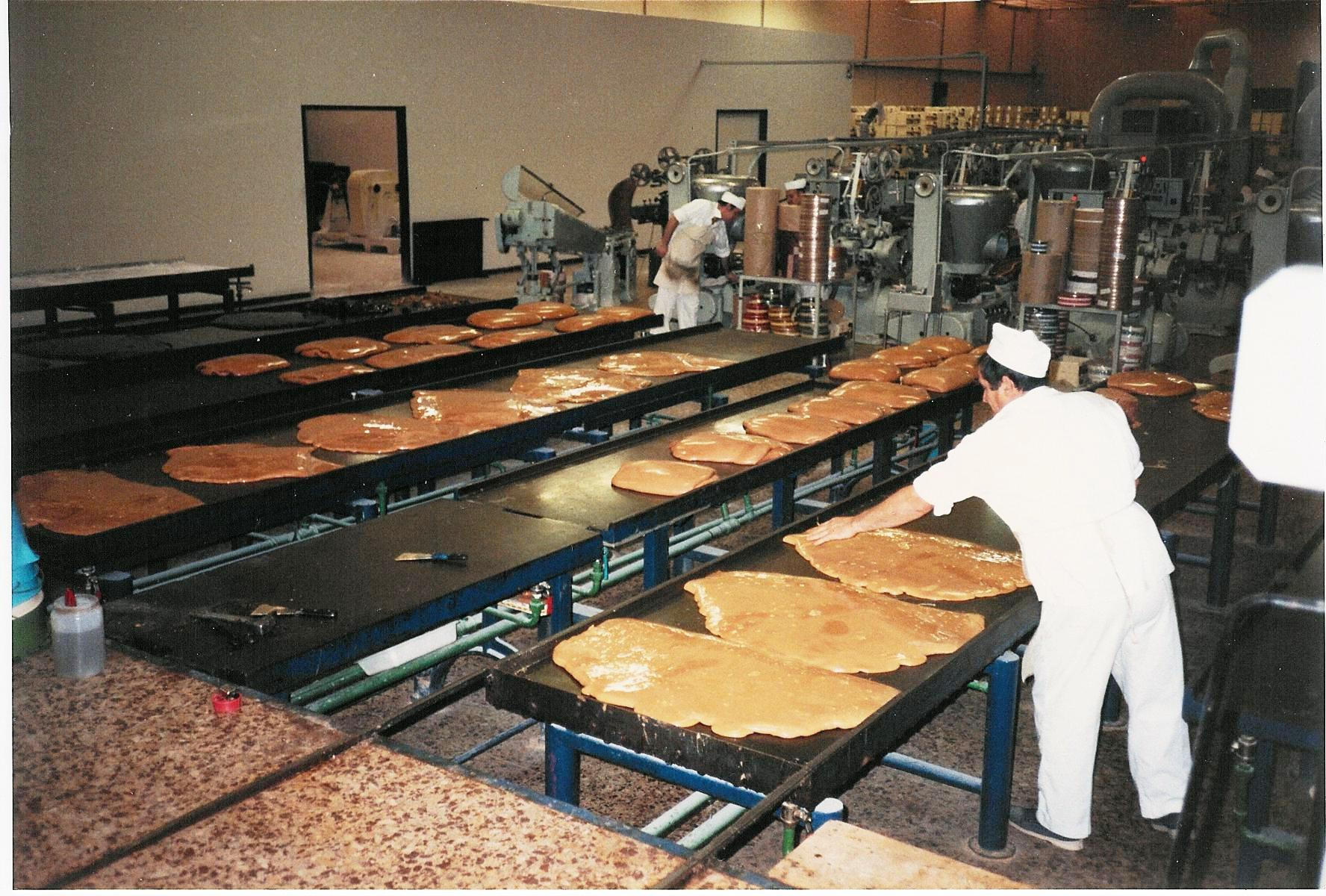
Preparación de la masa
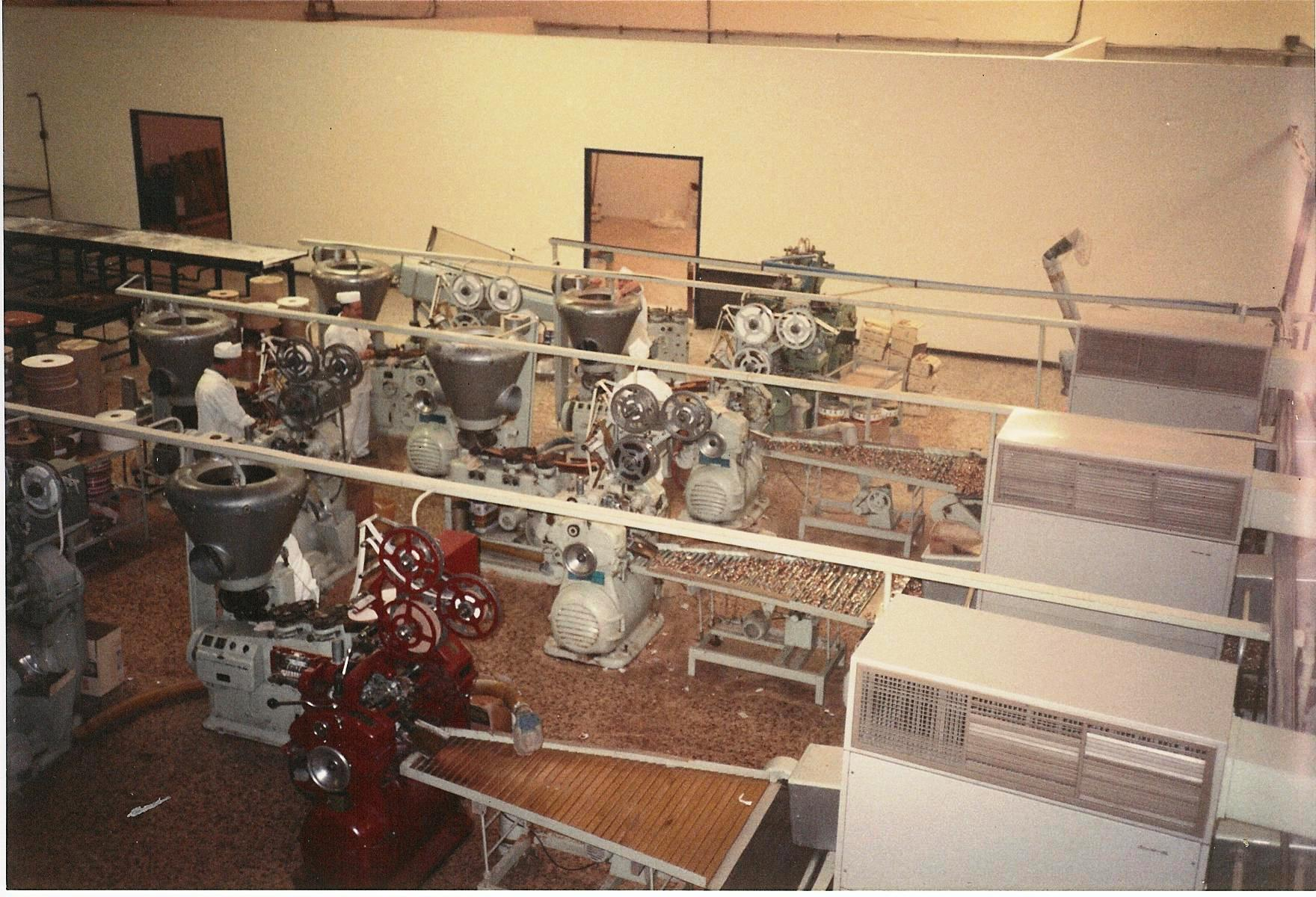
Amasadoras y empapeladoras
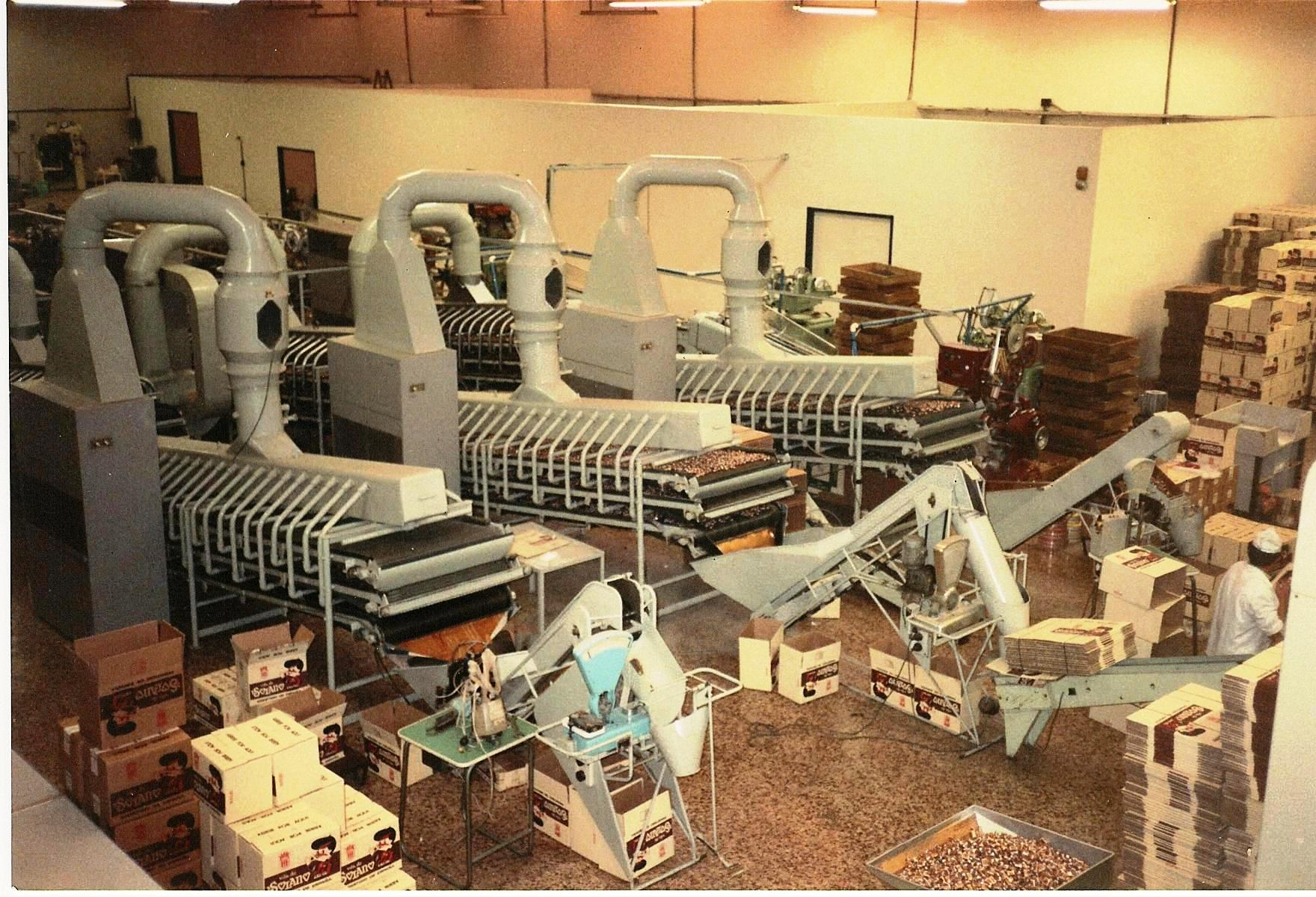
Empaquetadoras

## En la actualidad
En 1988 la empresa fue adquirida por el grupo Fosforera Española, quien trasladó la producción a Tarazona en la provincia de Zaragoza, cerrándose la fábrica de Varea, cuyo edificio se convirtió en las actuales Bodegas Ontañón.
Desde 2004 la propietaria de la marca Solano es la multinacional Wrigley, la cual compró el grupo Joyco, del sector de la alimentación Agrolimen. La transacción incluyó a las actividades de Joyco en China, Francia, India, Italia, Polonia y España, así como a Cafosa; su negocio de bases para chicles y gominolas. Entre las marcas que pasaron a la cartera de Wrigley Company se encontraban los chicles Boomer, los caramelos de palo Pim Pom, Sugus, m&m, Orbit y los caramelos Solano. Estas marcas se venden actualmente en más de 70 países ahora en la empresa Mars Incorporated a la que pertenece Mars Wrigley.